# Carias (Arcadia)
Carias (en griego, Καρύαι) es el nombre de un antiguo asentamiento griego del norte de Arcadia. Debe distinguirse de otra ciudad de su mismo nombre ubicada en la zona limítrofe entre Laconia y Arcadia.
Es citado por Pausanias, que dice que estaba en el extremo de un barranco, en el camino que iba de Orcómeno a Feneo y a partir de ahí se encontraba la llanura de Feneo. A cinco estadios de Carias estaban los montes Orixis y Esciatis.